# Gymnosporia littoralis
Gymnosporia littoralis är en benvedsväxtart som först beskrevs av Cornelis Andries Backer, och fick sitt nu gällande namn av Jordaan. Gymnosporia littoralis ingår i släktet Gymnosporia och familjen Celastraceae. Inga underarter finns listade.